# Елікс Крік
Елікс Крік (англ. Alix Creek; нар. 22 жовтня 1972) — колишня американська тенісистка.
Найвищу одиночну позицію світового рейтингу — 205 місце досягла Aug 29 1994, парну — 284 місце — 1 травня 1995 року.
Здобула 2 одиночні титули туру ITF.

## Фінали ITF

### Одиночний розряд: 3 (2–1)
| Результат | Ранг | Дата     | Турнір                    | Покриття | Суперниця         | Рахунок       |
| --------- | ---- | -------- | ------------------------- | -------- | ----------------- | ------------- |
| Перемога  | 1.   | Жов 1988 | Монтевідео, Уругвай       | Ґрунт    | Фадеріка Аумульєр | 6–3, 3–6, 6–3 |
| Поразка   | 2.   | Чер 1992 | Кі-Біскейн (Флорида), США | Тверде   | Ліхіні Веерасурія | 0–6, 2–6      |
| Перемога  | 3.   | Кві 1995 | Каракас, Венесуела        | Тверде   | Нінфа Марра       | 6–4, 5–7, 6–0 |

### Парний розряд: 2 (1–1)
| Результат | Ранг | Дата     | Турнір              | Покриття | Партнерка    | Суперниці                           | Рахунок       |
| --------- | ---- | -------- | ------------------- | -------- | ------------ | ----------------------------------- | ------------- |
| Поразка   | 1.   | Жов 1988 | Монтевідео, Уругвай | Ґрунт    | Еріка Делоун | Маріель Ройманс Ніколетте Ройманс   | 2–6, 2–6      |
| Перемога  | 2.   | Кві 1995 | Каракас, Венесуела  | Тверде   | Крістін Курт | Марія Вірхінія Франсеса Нінфа Марра | 6–2, 2–6, 6–0 |